# Contrôleur mémoire

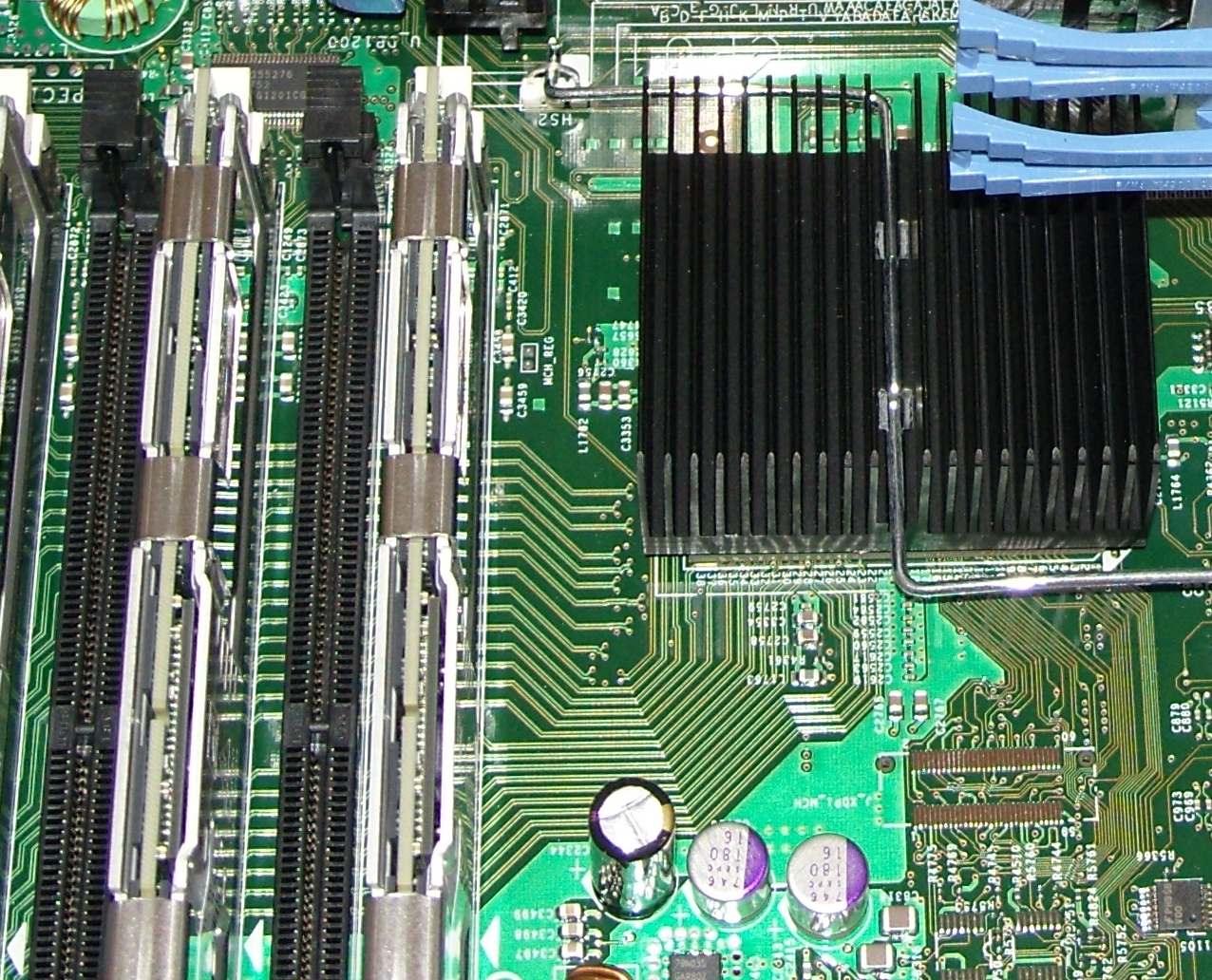
Contrôleur mémoire DDR2 (détail d'une carte mère).

Un contrôleur mémoire est un contrôleur (un circuit électronique spécialisé dans la gestion d'une composante d'un ordinateur) chargé de traduire des requêtes, en général en provenance d'un microprocesseur, de lecture ou d'écriture en mémoire, vers un protocole de mémoire particulier, comme ceux des mémoires SDRAM ou DDR SDRAM.
Lorsqu'un contrôleur mémoire est intégré dans une autre puce, typiquement un microprocesseur, il est habituellement appelé contrôleur mémoire intégré (en anglais, integrated memory controller ou IMC).

## Historique
Les anciens ordinateurs Intel et PowerPC ont des puces de contrôleur mémoire qui sont distinctes du processeur principal. Souvent, celles-ci sont intégrées dans le pont nord de la carte mère de l’ordinateur, également appelé parfois hub de contrôleur mémoire (MCH).
La plupart des microprocesseurs modernes pour PC de bureau ou pour stations de travail utilisent un contrôleur mémoire intégré (IMC), y compris les microprocesseurs d’Intel, d’AMD et ceux construits autour de l’architecture ARM. Avant K8 (fin 2003), les microprocesseurs AMD avaient un contrôleur mémoire implémenté sur le northbridge de leur carte mère. À partir du K8, AMD a utilisé un contrôleur mémoire intégré. De même, jusqu’à Nehalem (fin 2008), les microprocesseurs Intel utilisaient des contrôleurs mémoire implémentés sur le pont nord de la carte mère. À partir de Nehalem, Intel est passé à un contrôleur mémoire intégré. Parmi les autres exemples d’architectures de microprocesseurs qui utilisent des contrôleurs mémoire intégrés, citons Fermi de Nvidia, POWER5 d’IBM et UltraSPARC T1 de Sun Microsystems.
Bien qu’un contrôleur mémoire intégré ait le potentiel d’augmenter les performances du système, par exemple en réduisant la latence de la mémoire, il verrouille le microprocesseur à un type (ou des types) de mémoire spécifique, ce qui oblige à une refonte afin de prendre en charge les nouvelles technologies de mémoire. Lorsque la DDR2 a été introduite, AMD a sorti de nouveaux processeurs Athlon 64. Ces nouveaux modèles, avec un contrôleur DDR2, utilisent un socket physique différent (connu sous le nom de socket AM2), de sorte qu’ils ne peuvent être installés que dans des cartes mères conçues pour le nouveau type de RAM. Lorsque le contrôleur de mémoire n’est pas sur la puce du processeur, le même processeur peut être installé sur une nouvelle carte mère, avec un northbridge mis à jour pour utiliser une mémoire plus récente.